# Minna Itteshimatta
Albums de Miyuki Nakajima
Watashi no Koe ga Kikoemasuka
(1976) A Ri Ga To U
(1977)
Minna Itteshimatta (みんな去ってしまった) est le deuxième album studio de Miyuki Nakajima sorti en octobre 1976.

## Titres
Toutes les chansons écrites et composées par Miyuki Nakajima.
1. "Ame ga Sora wo Suteru Hi wa (雨が空を捨てる日は?)" - 2:56
2. "Kanojo no Ikikata (彼女の生き方?)" - 4:07
3. "Truck ni Nosete (トラックに乗せて?)" - 3:49
4. "Sasurai no Uta (流浪の詩?)" - 5:01
5. "Massugu na Sen (真直な線?)" - 3:57
6. "Itsutsu no Koro (五才の頃?)" - 3:32
7. "Fuyu wo Matsu Kisetsu (冬を待つ季節?)" - 2:41
8. "Yokaze no Nakakara (夜風の中から?)" [Album Version] - 4:19
9. "03 Ji (03時?)" - 2:47
10. "Usotsuki ga Sukiyo (うそつきが好きよ?)" - 2:30
11. "Yaiteru Wake ja Naikeredo (妬いてる訳じゃないけれど?)" - 2:17
12. "Wasurerareru Mono Naraba (忘れられるものならば?)" - 3:40